# Huda Sha'arawi

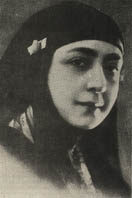
Huda Sha'rawi

Huda (hoặc Hoda) Sha'rawi (tiếng Ả Rập: هدى شعراوي (tiếng Ả Rập Ai Cập: Hoda El-Shaarawi هدي الشعراوي), ALA-LC: Hudá Sha'rāwī; sinh ngày 23 tháng 6 năm 1879 - mất 12 tháng 12 năm 1947) là một người tiên phong lãnh đạo phong trào nữ quyền Ai Cập, người theo chủ nghĩa dân tộc và là người sáng lập của Liên minh Nữ quyền Ai Cập.

## Tuổi thơ và hôn nhân
Huda được sinh ra ở Thượng Ai Cập trong một gia đình Ai Cập nổi tiếng El-Shaarwi. Huda Sha'rawi sinh ra trong một gia đình giàu có ở Minya, cô là con gái của Muhammad Sultan, chủ tịch đầu tiên của Hội đồng đại diện Ai Cập. Cô dành thời thơ ấu và tuổi trưởng thành của mình tách biệt trong một hậu cung Ai Cập chuyên dành cho giới thượng lưu.
Ở tuổi mười ba, cô đã kết hôn với người anh em họ Ali Pasha Sha'rawi. Theo Margaret Badran, "sự ly thân sau này giữa hai vợ chồng bà đã cho bà thời gian hưởng thụ một nền giáo dục chính thức mở rộng, cũng như một hương vị độc lập bất ngờ."
Bà được dạy đọc Kinh Qur'an và được các giáo viên nữ ở Cairo dạy các môn Hồi giáo và Ả Rập Quran. Sha'rawi đã viết thơ bằng cả tiếng Ả Rập và tiếng Pháp. Sha'rawi sau đó kể lại thời thơ ấu của cô trong hồi ký của cô, Mudhakkirātī ("Hồi ký của tôi") đã được dịch và rút gọn vào bản tiếng Anh Harem Years: The Memoirs of an Egyptian Feminist, 1879-1924.

## Nữ quyền
Vào thời điểm đó, phụ nữ ở Ai Cập bị giữ trong nhà hoặc trong hậu cung mà cô coi là một hệ thống rất lạc hậu do người Ottoman mang đến vùng MENA. Như đã thấy trong tất cả các hình ảnh của cô, Huda mang một chiếc khăn trùm đầu. Sha'arawi phẫn nộ những hạn chế như vậy đối với phong trào của phụ nữ, và do đó bắt đầu tổ chức các bài giảng cho phụ nữ về các chủ đề mà họ quan tâm.
Điều này đã đưa nhiều phụ nữ ra khỏi nhà của họ và tới những nơi công cộng lần đầu tiên. Sha`arawi thậm chí còn thuyết phục họ giúp cô thiết lập một xã hội phúc lợi của phụ nữ để quyên tiền cho những phụ nữ nghèo ở Ai Cập. Năm 1910, Sha'arawi mở một trường học cho nữ sinh, nơi cô tập trung vào giảng dạy các môn học hơn là các kỹ năng thực tế như bà đỡ hộ sinh.
Sau Thế chiến thứ nhất, nhiều phụ nữ đã tham gia vào các hành động chính trị chống lại chính quyền Anh. Năm 1919, Sha`arawi đã giúp tổ chức cuộc biểu tình chống Anh lớn nhất của phụ nữ Ai Cập. Bất chấp các lệnh giải tán của chính phủ Anh, những người phụ nữ vẫn ở lại biểu tình trong ba giờ dưới ánh nắng mặt trời nóng nực.